# Exsudoporus frostii
Exsudoporus frostii (J.L. Russell) Vizzini, Simonini & Gelardi è un fungo appartenente alla famiglia Boletaceae. È diffuso nell'est degli Stati Uniti, dal Maine a Georgia e Arizona, a sud fino al Messico e Costa Rica. È una specie micorrizica e i corpi fruttiferi possono essere trovati soprattutto in boschi di querce.

Questi funghi si riconoscono per il cappello scuro e appiccicoso, i pori rossi, il motivo reticolato sul gambo e per la carne che vira al blu quando danneggiata. Una caratteristica degli esemplari giovani sono le gocce color ambra che trasudano dalla superficie dei pori.

## Descrizione

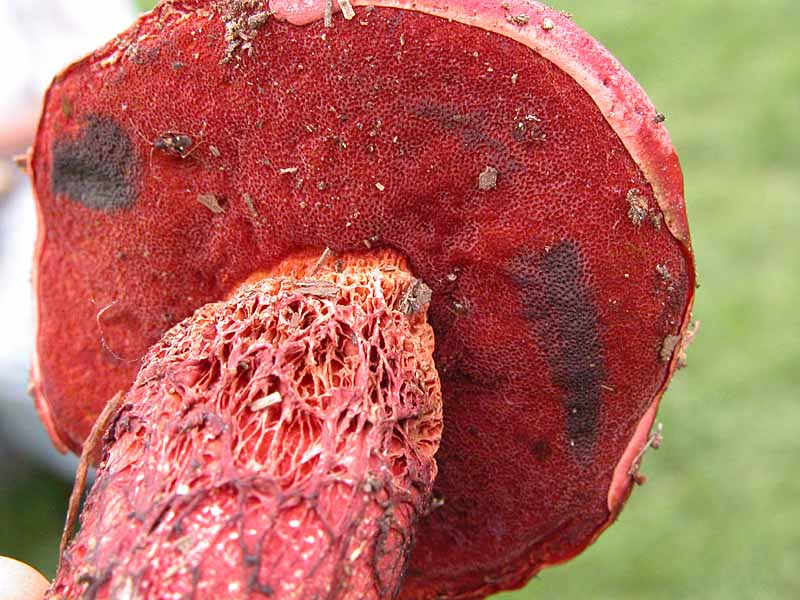
Vista dell'imenio

Nei giovani la forma del cappello varia da semisferico a convesso, diventando poi convesso appianato o lievemente depresso. Il diametro è di 5–15 cm. Il margine è involuto nei giovani, ma negli adulti può distendersi o curvarsi verso l'esterno. Quando è umido, la superficie del cappello è appiccicosa. Il colore è inizialmente rosso acceso, ma tende a sbiadire con l'età. La colorazione della carne varia dal giallo pallido al giallo limone, ma tende a virare al blu se danneggiata. In alcuni esemplari questo avviene immediatamente, mentre in altri può avvenire più lentamente e con minore intensità.

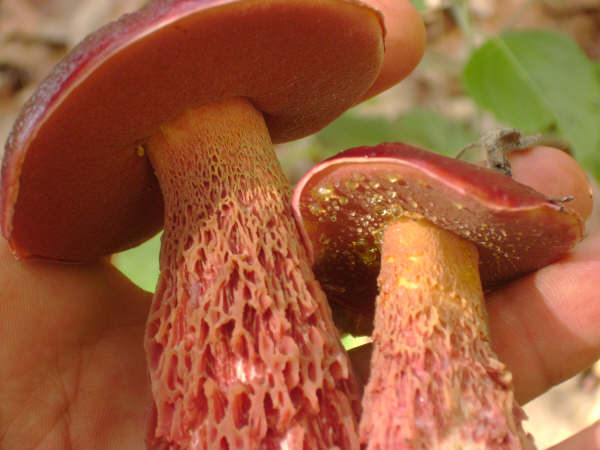
I giovani corpi fruttiferi possono secernere un liquido ambrato.

I tubuli sono profondi 9–15 mm, gialli o gialli-olivacei, blu se danneggiati. I pori sono piccoli (2 o 3 mm), rotondi e rossi intensi negli esemplari non troppo vecchi; in questi ultimi la colorazione dei pori può essere più pallida. La superficie dei pori è spesso ricca di gocce giallastre quando il fungo è giovane e vira subito al blu. Il gambo ha un'altezza di 4–12 cm e uno spessore di 1–2,5 cm. Lo spessore rimane più o meno costante durante tutta la lunghezza del gambo, ma può essere lievemente più ristretto in cima; in alcuni esemplari appare ventricoso (rigonfio al centro). La superficie del gambo è rossa, giallastra vicino alla base ed è reticolata. Il reticolo è composto da creste. Il micelio, visibile alla base del gambo, è giallastro o giallo chiaro. La sporata di E. frostii è color oliva. Le spore sono lisce e fusiformi, di dimensioni di 11–15 per 4–5 µm. Possono essere presenti spore di una lunghezza di 18 µm. La pileipellis è ife di larghezza di 3–6 µm. I basidi portano quattro spore e misurano 26–35 per 10,5–11,5 µm. I cistidi, cellule sterili intercalate tra i basidi dell'imenio, misurano 30–53 µm in lunghezza e 7,5–14 µm in larghezza.

### Commestibilità
Diversi autori hanno sconsigliato il consumo di questo fungo a causa della sua somiglianza con altri boleti dal cappello rosso, che sono tossici. Nonostante questo, può essere trovato nei mercati in Messico; uno studio del 1997 mostra che è consumato quasi solo in Querétaro. Odore e sapore sono stati descritti come "piacevoli" o "dolci" anche se la cuticola del cappello può essere acidula.

### Specie simili
Altri boleti simili dal cappello rosso includono i tossici B. flammans e  B. rubroflammeus; il primo cresce soprattutto sotto conifere. Altre specie spesso confuse con E. frostii sono S. permagnificus e B. siculus, ma queste ultime due specie sono diffuse solo in Europa e crescono sempre associate alle querce. I corpi fruttiferi dei giovani esemplari di B. kermesinus, specie descritta in Giappone nel 2011, sono simili a E. frostii, ma la loro carne non vira al blu se danneggiata e il reticolo sul gambo non è così profondo. B. pseudofrostii, trovato in Belize, ha un cappello di 1,7-2,0 cm di diametro. Boletus russelli, trovato nell'est del Nord America, ha un cappello rosso o bruno-rossastro e il gambo reticolato, ma i pori sono gialli e la carne non vira al blu.
Exsudoporus floridanus si distingue da E. frostii  per il colore più chiaro del cappello e per la sua superficie, che è tomentosa, talvolta vellutata. E. floridanus cresce tra maggio e ottobre.

## Distribuzione e habitat

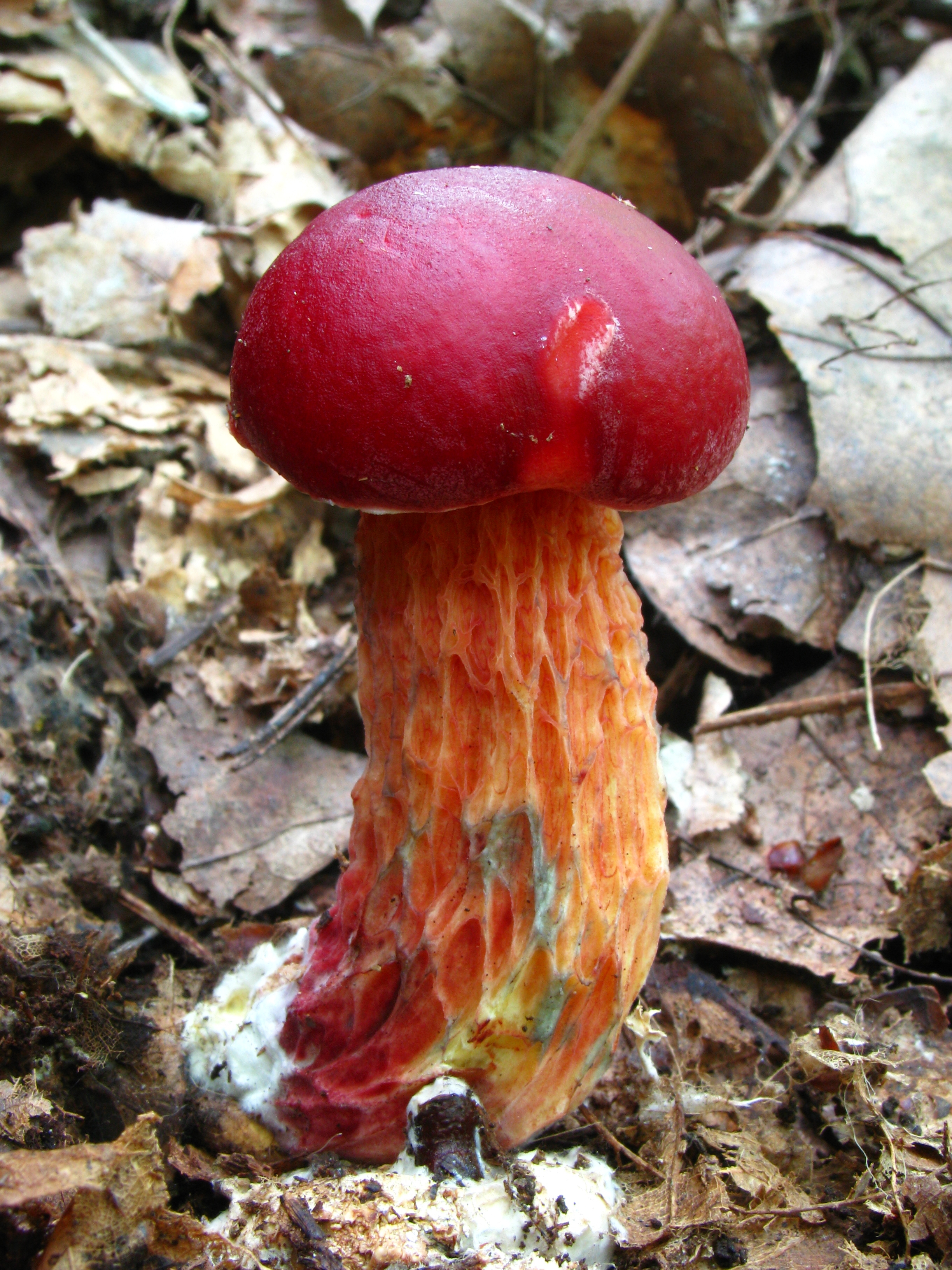
Esemplare giovane con il cappello ancora semisferico. Sul è evidente la carne virata al blu.

Exsudoporus frostii  è una specie micorrizica, cioè cresce associato alle radici di varie specie di alberi, come Pinus virginiana e Quercus laurina. Cresce sia solitario che in gruppi in estate e all'inizio dell'autunno, spesso associato con le querce. Negli Stati Uniti è diffuso dal Maine alla Georgia, a ovest fino a Tennessee, Michigan e sud fino all'Arizona. In Messico si trova spesso sotto Arbutus. È stato trovato anche in Costa Rica, dove cresce sotto Quercus copeyensis, Q. costaricensis, Q. rapurahuensis e Q. seemannii.
I corpi fruttiferi possono essere parassitati da Sepedonium ampullosporum, che causa necrosi del tessuto del fungo e una colorazione giallastra.